# 17 août en sport
17 juillet 17 septembre
Chronologies thématiques
- Croisades
- Ferroviaires
- Disney

Le 17 août (229e jour de l'année ou 230e en cas d'année bissextile) en sport.

## Événements

### XIXesiècle
- 1882 :
  - (Baseball) : match d'anthologie entre Providence et Détroit remporté par Détroit 1-0 en 18 manches. Charles Radbourn marque le point gagnant sur un coup de circuit. Cette rencontre reste la plus longue disputée en ligues majeures jusqu'au 1er septembre 1967.
- 1895 :
  - (Athlétisme) : inauguration à Bolton (Angleterre) du stade omnisports de Burnden Park. Cette enceinte qui sera notamment utilisée par le club de football des Bolton Wanderers du 11 septembre 1895 à septembre 1997, fut inaugurée par un meeting d'athlétisme.

### XXesièclede1901à1950
- 1920 :
  - (Baseball) : le shortstop Ray Chapman meurt en match à la suite d'un lancer dans la tempe. La règle obligeant le port d'un casque protégeant la tempe exposée ne sera prise que plusieurs années après cet accident.
- 1930 : 
  - (Sport automobile) : Grand Prix automobile de Pescara.
- 1934 :
  - (Rugby à XIII) : fondation à Villeneuve-sur-Lot de l'Union sportive Villeneuve XIII.
- 1944 :
  - (Omnisports) : le quotidien sportif parisien L'Auto publie son dernier numéro. Il est interdit pour collaboration avec les autorités d'occupation.

### XXesièclede1951à2000
- 1952 :
  - (Sport automobile) : Grand Prix automobile des Pays-Bas.
- 1973 :
  - (Football) : l'Algérie réalise la plus lourde victoire de son histoire en battant le Yémen du Sud 15 buts à 1.
- 1975 :
  - (Formule 1) : Grand Prix automobile d'Autriche.
- 1980 :
  - (Formule 1) : Grand Prix automobile d'Autriche.
- 1986 :
  - (Formule 1) : Grand Prix automobile d'Autriche.
- 1988 :
  - (Athlétisme) : à Zurich, l'Américain Harry Butch Reynolds porte le record du monde du 400 mètres à 43,29 s. Ce record tiendra près de onze ans.
- 1997 :
  - (Golf) : l'Américain Davis Love III remporte le tournoi de l'USPGA.

### XXIesiècle
- 2002 :
  - (Rugby à XV) : le XV de Nouvelle-Zélande remporte les Tri-nations.
- 2003 :
  - (Golf) : l'Américain Shaun Micheel remporte le tournoi de l'USPGA.
  - (Jeux panaméricains) : à Santo Domingo, clôture de la quatorzième édition des Jeux panaméricains.
- 2005 :
  - (Football) : retour de Zinédine Zidane en équipe de France de football pour le match amical France-Côte d'Ivoire.
- 2006 : 
  - (Natation) : lors de la 1re journée des championnats pan-pacifiques, disputés à Victoria, deux records du monde sont battus :
    - 200 m papillon par Michael Phelps, qui le porte à 1 min 53 s 80.
    - 200 m papillon par Jessicah Schipper, qui le porte à 2 min 5 s 40.
- 2011 :
  - (Football) : le FC Barcelone remporte sa dixième Supercoupe d'Espagne en battant le Real Madrid.
- 2016 :
  - (JO 2016) : 15e jour de compétition aux Jeux de Rio.
- 2021 :
  - (Cyclisme sur route /Tour d'Espagne) : sur la 4e étape qui se déroule entre El Burgo de Osma et Molina de Aragón, sur une distance de 163,9 km, victoire du Néerlandais Fabio Jakobsen. L'Estonien Rein Taaramäe conserve le maillot rouge.
- 2024 :
  - (Cyclisme sur route) 
    - (Tour de France Femmes) : Sur la 7e étape du Tour de France Femmes, qui se déroule entre Champagnole et Le Grand-Bornand, sur une distance de 166,5 kilomètres[1], victoire de la Belge Justine Ghekiere après une échappée. La Polonaise Katarzyna Niewiadoma conserve le maillot jaune.
    - (Tour d'Espagne) : début de la 79e édition du Tour d'Espagne se déroule jusqu'au 8 septembre 2024 entre Lisbonne au Portugal et Madrid. Sur la 1re étape du Tour qui se tient sous la forme d'un contre-la-montre individuel entre la ville de Lisbonne et Oeiras au Portugal, sur une distance de 12 km, victoire de l'Américain Brandon McNulty qui prend le Maillot rouge.

## Naissances

### XIXesiècle
- 1877 : 
  - Ralph McKittrick, golfeur et joueur de tennis américain. Médaillé d'argent du golf par équipes aux Jeux de Saint-Louis 1904. († 4 mai 1923).
- 1884 :
  - Dario Resta, pilote de courses automobile britanno-américain. Vainqueur des 500 miles d'Indianapolis 1916. († 2 septembre 1924).

### XXesièclede1901à1950
- 1909 :
  - Wilf Copping, footballeur puis entraîneur anglais. (20 sélections en équipe nationale). († ? juin 1980).
- 1913 :
  - Oscar Alfredo Gálvez, pilote de courses automobile argentin. († 16 décembre 1989).
- 1926 :
  - Maurice Lusien, nageur français. Médaillé d'argent du 200m brasse aux CE de natation 1950. († 10 mars 2017).
- 1933 : 
  - Tom Courtney, athlète de sprint de demi-fond américain. Champion olympique du 800m et du relais 4×400m aux Jeux de Melbourne 1956. († 22 août 2023).
  - Kenny Sears, basketteur américain. († 23 avril 2017).
- 1935 :
  - Katalin Szőke, nageuse hongroise. Championne olympique du 100 nage libre et du relais 4×100m nage libre aux Jeux d'Helsinki 1952. Championne d'Europe de natation du 100 nage libre et du relais 4×100m nage libre 1954. († 27 octobre 2017).
- 1939 : 
  - Chico Maki, hockeyeur sur glace canadien. († 24 août 2015).
- 1941 : 
  - Stere Adamache, footballeur roumain. (7 sélections en équipe nationale). († 9 juillet 1978).
  - Boog Powell, joueur de baseball américain.
  - Jules Zvunka, footballeur puis entraîneur français.
- 1943 : 
  - Freeman Asmundson, hockeyeur sur glace canadien.
  - Yukio Kasaya, sauteur à ski japonais. Champion olympique du petit tremplin des Jeux de Sapporo 1972.
- 1945 : 
  - Yves Herbet, footballeur puis entraîneur français. (16 sélections en équipe de France). Sélectionneur de l'équipe du Bahreïn en 2003. († ? juin 2024).
- 1947 : 
  - Jim Dorey, hockeyeur sur glace canadien.
- 1949 :
  - Jean-Noël Augert, skieur alpin français. Champion du monde de ski du slalom 1970.
  - Tony Ensor, joueur de rugby à XV irlandais. Vainqueur du Tournoi des cinq nations 1974. (22 sélections en équipe nationale).

### XXesièclede1951à2000
- 1951 :
  - Alan Minter, boxeur britannique. Médaillé de bronze des moins de 71 kilos aux Jeux de Munich. Champion du monde poids moyens de boxe du 16 mars au 27 mars 1980.
- 1952 :
  - Aleksandr Maksimenkov, footballeur puis entraîneur soviétique puis russe. (8 sélections en équipe nationale). Sélectionneur de l'équipe de Jordanie en 1993. († 7 septembre 2012).
  - Nelson Piquet, pilote de F1 et d'endurance brésilien. Champion du monde de Formule 1 1981, 1983 et 1987. (23 victoires en Grand Prix).
  - Guillermo Vilas, joueur de tennis argentin. Vainqueur du Tournoi de Roland Garros 1977, de l'US Open 1977, de l'Open d'Australie 1978 et 1979, des Masters 1974.
- 1954 :
  - Dragan Kicanović, basketteur yougoslave puis serbe. Médaillé d'argent aux Jeux de Montréal 1976 et champion olympique aux Jeux de Moscou 1980. Champion du monde de basket-ball 1978. Champion d'Europe de basket-ball 1973, 1975 et 1977. Vainqueur de la Coupe Korać 1978 et 1979, de la Coupe Saporta 1983. (216 sélections avec l'équipe de Yougoslavie).
- 1956 :
  - Álvaro Pino, cycliste sur route espagnol. Vainqueur du Tour d'Espagne 1986 et du Tour de Catalogne 1987.
- 1957 :
  - Toni Bürgler, skieur suisse.
  - Robin Cousins, patineur artistique de danse sur glace britannique. Champion olympique aux Jeux de Lake Placid 1980. Champion d'Europe de patinage artistique 1980.
  - Pete Peeters, hockeyeur sur glace canadien.
- 1959 :
  - Jacek Kazimierski, footballeur polonais. (23 sélections en équipe nationale).
- 1963 :
  - Jon Gruden, entraîneur de foot U.S. puis consultant TV américain.
  - Jan Heintze, footballeur danois. Vainqueur de la ligue des champions 1988. (86 sélections en équipe nationale).
  - Maritza Martén, athlète de lancers cubaine. Championne olympique du disque aux Jeux de Barcelone 1992.
- 1964 :
  - Jorginho, footballeur puis entraîneur brésilien. Médaillé d'argent aux Jeux de Séoul 1988. Champion du monde de football 1994. Vainqueur de la Copa América 1989. (68 sélections en équipe nationale).
- 1966 :
  - Alain Carminati, joueur de rugby à XV et à XIII français. Vainqueur du Tournoi des cinq nations 1989. (20 sélections en équipe de France de rugby à XV).
  - Don Sweeney, hockeyeur sur glace puis dirigeant sportif canadien. Champion du monde de hockey sur glace 1997.
- 1967 :
  - Michael Preetz, footballeur allemand. (7 sélections en équipe nationale).
- 1968 :
  - Nikolay Antonov, athlète de sprint et de saut en longueur bulgare.
  - Anja Fichtel, fleurettiste allemande. Championne olympique en individuelle et par équipes aux Jeux de Séoul 1988, médaillée d'argent par équipes aux Jeux de Barcelone 1992 puis de bronze par équipes aux Jeux d'Atlanta 1996. Championne du monde d'escrime par équipes 1985, en individuelle 1986, par équipes 1989, en individuelle 1990 et par équipes 1993. Championne d'Europe d'escrime en individuelle 1993.
  - Ed McCaffrey, joueur de foot U.S. américain.
- 1969 :
  - Christian Laettner, basketteur puis entraîneur américain. Champion olympique aux Jeux de Barcelone 1992. (37 sélections en équipe nationale).
- 1970 :
  - Jim Courier, joueur de tennis américain. Vainqueur des tournois de Roland Garros 1991 et 1992, des Open d'Australie 1992 et 1993, des Coupe Davis 1992 et 1995.
  - Øyvind Leonhardsen, footballeur norvégien. (86 sélections en équipe nationale).
- 1971 :
  - Gregor Fucka, basketteur italien. Champion d'Europe de basket-ball 1999. Vainqueur de l'Euroligue de basket-ball 2003. (164 sélections en équipe nationale).
  - Jorge Posada, joueur de baseball portoricain.
- 1972 :
  - Andreas Schlütter, fondeur allemand. Médaillé de bronze en relais 4 × 10 km aux Jeux de Salt Lake City 2002 et médaillé d'argent en relais 4 × 10 km aux Jeux de Turin 2006.
- 1973 :
  - Mickaël Pagis, footballeur puis footballeur de plage français. (3 sélections avec l'équipe de France de beach soccer).
- 1974 :
  - Niclas Jensen, footballeur danois. (62 sélections en équipe nationale). Luigi Mastrangelo
- 1975 :

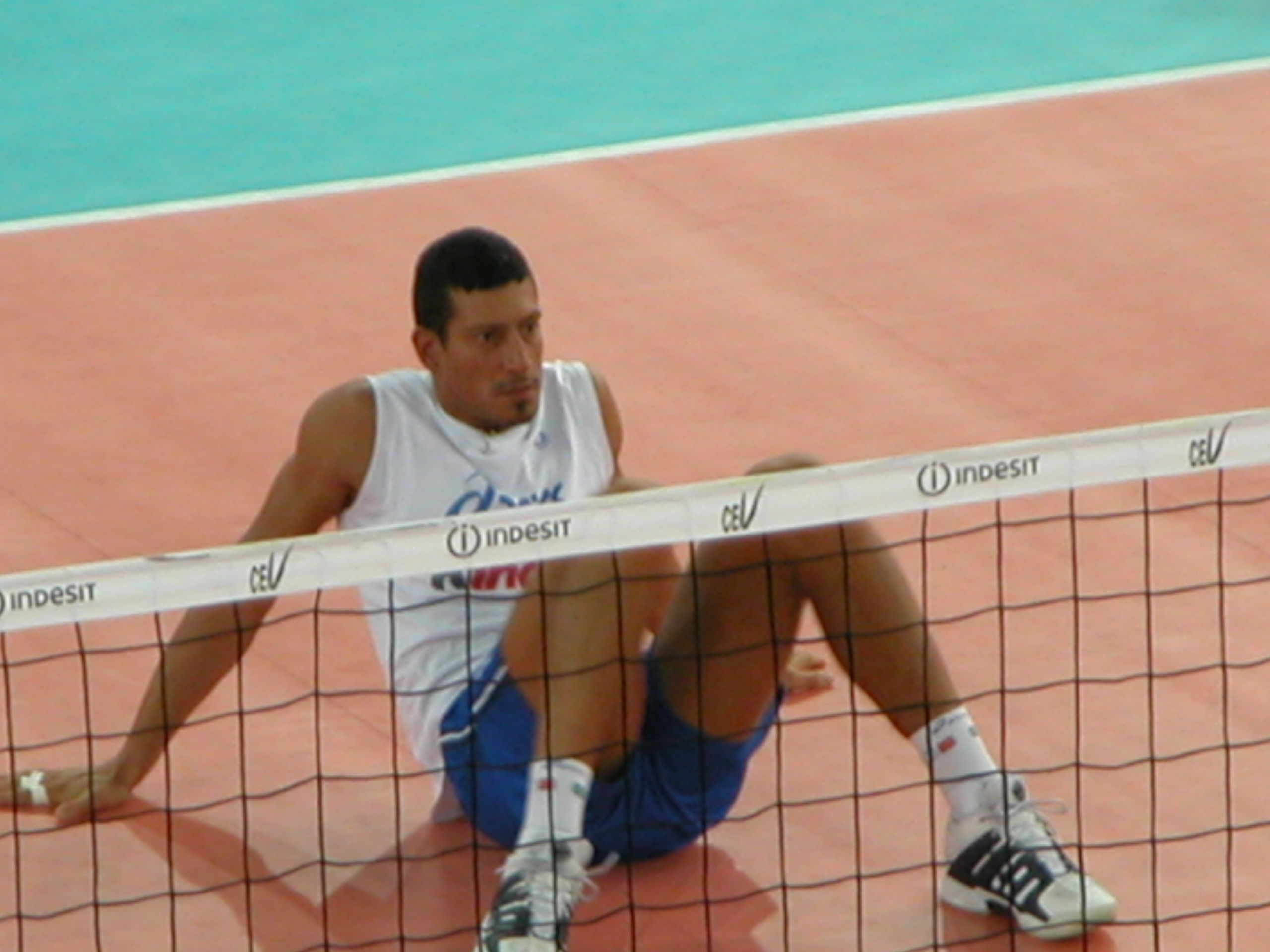
Luigi Mastrangelo

  - Luigi Mastrangelo, volleyeur italien. Médaillé de bronze aux Jeux de Sydney 2000, médaillé d'argent aux Jeux d'Athènes 2004 puis médaillé de bronze aux Jeux de Londres 2012. Champion d'Europe de volley-ball masculin 1999, 2003 et 2005. Vainqueur de la Coupe de la CEV masculine en 1998. (335 sélections en équipe nationale).
- 1976 :
  - Eric Boulton, hockeyeur sur glace canadien.
  - Serhiy Zakarlyuka, footballeur ukrainien. (9 sélections en équipe nationale). († 6 octobre 2014).
- 1977 :
  - Nathan Deakes, athlète de marches athlétiques australien. Médaillé de bronze du 20 km aux Jeux d'Athènes 2004. Champion du monde d'athlétisme du 50 km marches 2007.
  - William Gallas, footballeur français. (84 sélections en équipe de France).
  - Thierry Henry, footballeur puis entraîneur français. Champion du monde de football 1998. Champion d'Europe de football 2000. Vainqueur de la Ligue des champions 2009. (123 sélections en équipe de France).
  - Daniel Pancu, footballeur roumain. (27 sélections en équipe nationale).
- 1978 :
  - Mehdi Baala, athlète de demi-fond français. Médaillé de bronze du 1 500 m aux Jeux de Pékin 2008. Médaillé d'argent sur 1 500 m aux Championnats du monde d'athlétisme 2003. Champion d'Europe d'athlétisme sur 1 500 m 2002 et 2006.
- 1979 :
  - Julien Escudé, footballeur français. Vainqueur des Coupes UEFA 2006 et 2007. (13 sélections en équipe de France).
  - Antwaan Randle El, joueur de foot U.S. américain.
  - Simon Taylor, joueur de rugby à XV écossais. (66 sélections en équipe nationale).
- 1980 :
  - Manuele Blasi, footballeur italien. (8 sélections en équipe nationale).
  - Pierre Caillet, joueur de rugby à XV français.
  - Daniel Güiza, footballeur espagnol. Champion d'Europe de football 2008. (21 sélections en équipe nationale).
  - Jan Kromkamp, footballeur néerlandais. (11 sélections en équipe nationale).
- 1982 :
  - Phil Jagielka, footballeur anglais. (40 sélections en équipe nationale).
  - Karim Ziani, footballeur franco-algérien. (62 sélections avec l'équipe d'Algérie).
- 1983 :
  - Tom Ford, joueur de snooker anglais.
  - Dustin Pedroia, joueur de baseball américain.
- 1984 :
  - Dee Brown, basketteur américain.
  - Oksana Domnina, patineuse artistique de danse sur glace russe. Médaillée de bronze aux Jeux de Vancouver 2010. Championne du monde de patinage artistique de danse sur glace 2009. Championne d'Europe de patinage artistique de danse sur glace 2008 et 2010
- 1986 :
  - Rudy Gay, basketteur américain. Champion du monde de basket-ball 2010 et 2014. (18 sélections ne équipe nationale).
  - Julien Quercia, footballeur français.
  - Jonathan Lacourt, footballeur français.
  - Tyrus Thomas, basketteur américain.
- 1987 :
  - Ronan Gustin, épéiste français. Champion du monde d'escrime à l'épée par équipes 2011. Champion d'Europe d'escrime à l'épée par équipes 2011 et 2015.
- 1988 :
  - Johanna Larsson, joueuse de tennis suédoise.
- 1989 :
  - Chan Yung-Jan, joueuse de tennis taïwanaise.
  - Stephanie Twell, athlète de demi-fond et de fond britannique. Championne d'Europe de cross-country par équipes 2013, 2014 et 2015.
- 1991 :
  - David Balaguer, handballeur espagnol. Champion d'Europe masculin de handball 2018. (16 sélections en équipe nationale).
  - Levan Chilachava, joueur de rugby à XV géorgien. Vainqueur des Coupes d'Europe de rugby à XV 2013, 2014 et 2015. (54 sélections en équipe nationale).
  - Michael Hepburn, cycliste sur piste et sur route australien. Médaillé d'argent de la poursuite par équipes aux Jeux de Londres 2012 puis aux Jeux de Rio 2016. Champion du monde de cyclisme sur piste de la poursuite par équipes 2010 et 2011, de la poursuite individuelle 2012, de la poursuite individuelle et par équipes 2013 et de la poursuite par équipes 2016.
  - Dillon Overton, joueur de baseball américain.
  - Marion Rousse, cycliste sur route puis consultante TV française.
- 1992 :
  - Jeanine Assani-Issouf, athlète de triple-saut française.
  - Denis Kudla, joueur de tennis américain.
  - Edgar Salli, footballeur camerounais. Champion d'Afrique de football 2017. (36 sélections en équipe nationale).
- 1993 :
  - Rodrigo Caio, footballeur brésilio-italien. Champion olympique aux Jeux de Rio 2016. Vainqueur de la Copa Sudamericana 2012. (4 sélections avec l'équipe du Brésil).
  - Ederson Moraes, footballeur brésilio-portugais. (4 sélections avec l'équipe du Brésil).
  - Sarah Sjöström, nageuse suédoise. Championne olympique du 100 m papillon, médaillée d'argent du 200 m nage libre et de bronze du 100 m nage libre aux Jeux de Rio 2016. Championne du monde de natation du 100 m papillon 2009 et 2013, championne du monde de natation du 50 et 100 m papillon 2015, championne du monde de natation des 50 m et 100 m papillon ainsi que du 50 m nage libre 2017 puis du 50 m papillon 2019. Championne d'Europe de natation du 100 m papillon 2008 et 2010, championne d'Europe de natation du 100 m nage libre et du 50 m papillon 2012, championne d'Europe de natation du 100 m nage libre, du 50 m papillon et du relais 4 × 100 m nage libre 2014, championne d'Europe de natation du 100 m nage libre ainsi que des 50 et 100 m papillon 2016 puis du 100 m et 200 m nage libre, du 50 m et du 100 m papillon 2018.
- 1994 :
  - Tiémoué Bakayoko, footballeur franco-ivoirien. (1 sélection en équipe de France).
  - Amanuel Gebrezgabihier, cycliste sur route érythréen. Champion d'Afrique de cyclisme sur route 2018.
- 1995 :
  - Rasmus Alm, footballeur suédois.
  - Gracie Gold, patineuse artistique dames américaine.
  - Dallin Watene-Zelezniak, joueur de rugby à XIII néo-zélandais. (12 sélections en équipe nationale).
- 1996 :
  - Fabien Barengo, rink hockeyeur français. (18 sélections en équipe de France).
  - Jake Virtanen, hockeyeur sur glace canado-finlandais.
- 1998 :
  - Agustín Oliveros, footballeur uruguayen.
- 1999 :
  - Ismail Jakobs, footballeur germano-sénégalais. (8 sélections avec l'équipe du Sénégal).
- 2000 :
  - Álvaro Barreal, footballeur argentin.
  - Thomas Gachignard, cycliste sur route français.

### XXIesiècle
- 2001 :
  - Alex Douglas, footballeur suédois.
  - Daniss Jenkins, basketteur américain.
- 2003 :
  - Rayan Cherki, footballeur franco-algérien.
  - Melchie Dumornay, footballeuse haïtienne. (24 sélections ne équipe nationale).
  - Shinya Nakano, footballeur japonais.
  - Fredrik Sjøvold, footballeur norvégien.
  - Riku Yamane, footballeur japonais.
- 2004 :
  - Demir Ege Tıknaz, footballeur turc.
- 2007 :
  - Gabriel Carvalho, footballeur brésilien.

## Décès

### XXesièclede1901à1950
- 1907 : 
  - Alexander Bonsor, 55 ans, footballeur anglais. (2 sélections en équipe nationale). (° 7 octobre 1851).
- 1913 :
  - Harry Bowen, 49 ans, joueur de rugby à XV gallois. (4 sélections en équipe nationale). (° 4 mai 1864).
- 1916 :
  - Paul Koechlin, 35 ans, industriel, pilote d'avion et de courses automobile français. Vainqueur de Paris-Bordeaux-Paris. (° 7 mai 1881).
- 1920 : 
  - Ray Chapman, 29 ans, joueur de baseball américain. (° 15 janvier 1891).
- 1935 :
  - Adam Gunn, 62 ans, athlète d'épreuves combinées américain. Médaillé d'argent du décathlon aux jeux de Saint-Louis 1904. (° 24 décembre 1872).
- 1941 :
  - Ludwig Stubbendorf, 35 ans, cavalier de concours complet allemand. Champion olympique en individuel et par équipes aux Jeux de Berlin 1936. (° 24 février 1906).

### XXesièclede1951à2000
- 1951 : 
  - Hector Tiberghien, 61 ans, cycliste sur route belge. Vainqueur de Paris-Tours 1919. (° 19 février 1888).
- 1967 : 
  - Ray Caldwell, 79 ans, joueur de baseball américain. (° 26 avril 1888).
- 1994 : 
  - Jack Sharkey, 91 ans, boxeur américain. Champion du monde poids lourds de boxe de 1932 à 1933. (° 26 octobre 1902).
- 1998 : 
  - Władysław Komar, 58 ans, athlète de lancers polonais. Champion olympique du poids aux Jeux de Munich 1972. (° 11 avril 1940).
  - Tadeusz Ślusarski, 48 ans, athlète de saut polonais. Champion olympique de la perche aux Jeux de Montréal 1976 et médaillé d'argent aux Jeux de Moscou 1980. (° 19 mai 1950).

### XXIesiècle
- 2002 : 
  - Roger Piel, 81 ans, cycliste sur route et sur piste français. (° 28 juin 1921).
- 2007 : 
  - Eddie Griffin, 25 ans, basketteur américain. (° 30 mai 1982).
- 2011 : 
  - Pierre Quinon, 49 ans, athlète de sauts français. Champion olympique de la perche aux Jeux de Los Angeles 1984. Détenteur du record du monde du saut à la perche du 28 août 1983 au 1er septembre 1983. (° 20 février 1962).